# Homoneura acrita
Homoneura acrita är en tvåvingeart som beskrevs av Kim 1994. Homoneura acrita ingår i släktet Homoneura och familjen lövflugor. Inga underarter finns listade i Catalogue of Life.